# Ван Вагенинген, Йорик
Йорик ван Вагенинген (нидерл. Yorick van Wageningen, род. 16 апреля 1964, Барн, Утрехт, Нидерланды) — нидерландский актёр, снимающийся в нидерландских и американских фильмах, в том числе таких как «Хроники Риддика» и «Девушка с татуировкой дракона».

## Биография
Йорик ван Вагенинген родился 16 апреля 1964 года в городе Барн, провинция Утрехт, Нидерланды. После ролей в нескольких нидерландских фильмах и телесериалах, ван Вагенингену была предложена роль в фильме Стивена Спилберга «Особое мнение». Однако из-за проблем с получением визы, актёр не смог принять участие в съёмках. Но впоследствии ван Вагенинген сыграл в ряде американских фильмов, таких как «Хроники Риддика», «Девушка с татуировкой дракона», «Клаустрофобы» и других.

## Избранная фильмография
| Год  |   | Русское название              | Оригинальное название                | Роль                   |
| ---- | - | ----------------------------- | ------------------------------------ | ---------------------- |
| 2003 | ф | За гранью                     | Beyond Borders                       | Стейджер               |
| 2004 | ф | Хроники Риддика               | The Chronicles of Riddick            | The Guv                |
| 2005 | ф | Новый свет                    | The New World                        | капитан Аргалл         |
| 2008 | ф | Зима в военное время          | Oorlogswinter                        | дядя Бен               |
| 2010 | ф | Путь                          | The Way                              | Юст                    |
| 2011 | ф | Девушка с татуировкой дракона | The Girl with the Dragon Tattoo      | Нильс Бьюрман          |
| 2013 | ф | 47 ронинов                    | 47 Ronin                             | капитан                |
| 2013 | ф | Воскрешение ублюдка           | De wederopstanding van een klootzak  | Ронни                  |
| 2015 | ф | Кибер                         | Blackhat                             | Садак                  |
| 2017 | ф | Мотылёк                       | Papillon                             | Начальник тюрьмы Барро |
| 2019 | ф | Клаустрофобы                  | Escape Room                          | ведущий игр Вутан Ю    |
| 2021 | ф | Клаустрофобы 2: Лига выживших | Escape Room: Tournament of Champions | ведущий игр Вутан Ю    |

## Награды и номинации
| Год  | Награда             | Категория                | Название работы        | Результат |
| ---- | ------------------- | ------------------------ | ---------------------- | --------- |
| 2009 | Rembrandt Award     | Лучший голландский актёр | «Зима в военное время» | Номинация |
| 2013 | Fantastic Film Fest | Лучший актёр             | «Воскрешение ублюдка»  | Победа    |